# Damaeus opilioides
Damaeus opilioides är en kvalsterart som beskrevs av Norton 1978. Damaeus opilioides ingår i släktet Damaeus, och familjen Damaeidae. Inga underarter finns listade i Catalogue of Life.